# MicroDVD
MicroDVD是数字视频的一种字幕文件格式。它的名稱源自MicroDVD Player，這是一種媒体播放器应用程序，旨在播放DVD视频和字幕，最初由Tiamat Software开发；该应用程序于2000年首次发布，开发于2001年结束。支持该格式的媒体播放器能够解释MicroDVD字幕并将其内容与相应的视频文件混合。

## 格式

### 规范
MicroDVD字幕文件的文件扩展名为.sub。这些文件可能与视频文件一起出现和/或由用户创建/修改。支持外部字幕文件的媒体播放器应用程序通常负责查找正确的.sub文件。
MicroDVD字幕文件由多行组成，每行都定义必须在指定视频帧之间显示的一部分字幕文本。行语法是：
{开始帧}{停止帧}文本
例如，如果要在数字视频、剪辑或电影的前25帧期间显示“你好！”，相应的.sub文件必须包含以下行：
{0}{25}你好！
显示文本的持续时间取决于相应视频文件的帧速率。例如，如果对应视频文件的帧率为25帧/秒，上例中带有“你好！”的字幕文件将显示一秒钟。MicroDVD Player软件希望字幕文件以标签[BEGIN]开始，并以标签[END]结束。

### 控制代码
字体大小不能在.sub文件中配置，只能在播放器中配置，但可以使用控制代码更改显示的字幕字体样式。以下给出了可用的控制代码及其用途：
控制代码y定义字体样式。
{0}{25}{y:i}你好！
“你好！”以斜体显示。
{0}{25}{y:b}你好！
“你好！”以粗体显示。
{0}{25}{y:u}你好！
“你好！”有下划线。
{0}{25}{y:s}你好！
“你好！”有删除线。
控制代码f定义字体名称。
{0}{25}{f:字体名称}你好！
“你好！”使用定义的字体显示，字符串“字体名称”确定所需的字体。例如：
{0}{25}{f:Arial}你好！
“你好！”以Arial字体显示。
控制代码s定义字体大小。
{0}{25}{s:大小}你好！
“你好！”以定义的字体大小显示，字符串“大小”确定所需大小的整数值。例如：
{0}{25}{s:10}你好！
“你好！”以10号字体显示。
控制代码c定义字体颜色。
{0}{25}{c:$BBGGRR}你好！
“你好！”以定义的颜色显示。颜色格式为：$BBGGRR（8位蓝色、8位绿色和8位红色）。例如：
{0}{25}{c:$0000FF}你好！
“你好！”以全强度红色显示。
请注意，这不是标准的RGB颜色模型，而是把颜色顺序颠倒了。
控制代码P定义字幕相对于视频的位置。
{0}{25}{P:X,Y}你好！
“你好！”显示在坐标(X,Y)处。
字幕中的每一行通常显示为一行。但是，豎線字符可用于将单行分成多行。例如：
{0}{25}你好！你好吗？
以上代码显示如下：
你好！你好吗？
另一方面，
{0}{25}你好！|你好吗？
以上代码显示如下：
你好！
你好吗？
在这种情况下，可以定义每行或整个字幕行的显示值。如果控制代码是大写的，它会影响整个字幕行。如果控制代码是小写的，它只影响它所在的行。例如：
{0}{25}{Y:i}你好！|你好吗？
上面的代码将显示为两行斜体文本。但，
{0}{25}{y:i}你好！|{y:b}你好吗？
上面的代码将显示为两行；第一行斜体，第二行粗体。请注意，如果在管道字符后没有使用更多代码，则以后的行将保留相同的格式。请注意，逻辑上来说字幕定位代码P必须始终以大写形式使用。
也可以一次使用多个代码。这是一个例子：
{0}{25}{c:$0000ff}{y:b,u}{f:DeJaVuSans}{s:12}你好！
“你好！”将以带下划线、粗体、红色和12磅的DeJaVuSans字体显示。
可以使用定义完整字幕文件的默认显示值{DEFAULT}，这将覆盖特定的行格式。例如，以下代码可用于以蓝色的10磅DeJaVuSans字体显示所有字幕行：
{DEFAULT}{C:$FF0000}{F:DeJaVuSans}{S:10}
这行代码可以放在字幕文件的任何地方。另请注意，在这种情况下，所有控制代码都是大写的。还有一个代码H来定义要使用的特定字符集：
{DEFAULT}{H:Greek}
表示应使用希腊字符集。此代码只能在{DEFAULT}行中使用。